# Ferry: Serien
Ferry: Serien (originaltitel: Ferry: De Serie) är en belgisk-nederländsk kriminal- och dramaserie vars första säsong hade premiär den 3 november 2023 på strömningstjänsten Netflix. Första säsongen består av åtta avsnitt. Serien är regisserad av Eshref Reybrouck och Joël Vanhoebrouck.

## Handling
Serien kretsar kring Ferry Bouman som testar sin förmåga som producent av ecstasy för att på så sätt få in en fot i Brabants undre värld. På väg mot toppen måste han kämpa mot knarkkungen Arie Tack och ett ökänt MC-gäng.

## Rollista i urval
- Frank Lammers - Ferry Bouman
- Elise Schaap - Danielle van Marken
- Max Croes
- Yannick van de Velde
- Raymond Thiry
- Huub Smit
- Tim Haars